# Leptomesochra nichollsi
Leptomesochra nichollsi is een eenoogkreeftjessoort uit de familie van de Ameiridae. De wetenschappelijke naam van de soort is voor het eerst geldig gepubliceerd in 1955 door Noodt.